# Albert Lebrun
Albert Lebrun (29. srpen 1871, Mercy-le-Haut, Meurthe-et-Moselle – 6. březen 1950, Paříž) byl francouzský politik a prezident v letech 1932 až 1940. Byl členem centristické strany Alliance démocratique.

## Vzdělání
Studoval na prestižní École polytechnique (kam byl přijat v roce 1890) a poté na École nationale supérieure des mines de Paris. Po skončení svého studia pracoval jako důlní inženýr.

## Politické působení
V roce 1900 byl zvolen poslancem francouzského Národního shromáždění. Zastával funkci ministra kolonií (1911–1914), ministra války (1913) a ministra pro osvobozená území (1917–1919). Byl také francouzským zástupcem u Společnosti národů. V roce 1920 byl zvolen senátorem za obvod Meurthe-et-Moselle, v roce 1925 se stal místopředsedou senátu a v roce 1931 jeho předsedou. Po atentátu na prezidenta Paula Doumera v roce 1932 byl zvolen jeho nástupcem jako kompromisní kandidát přijatelný pro většinu politických stran.
Během jeho prezidentského období došlo ke krizi 6. února 1934 a nástupu Lidové fronty. V roce 1939 byl zvolen pro druhé funkční období. Po prohrané bitvě o Francii a okupaci severního francouzského území nacistickým Německem předal v červenci 1940 své pravomoci maršálu Philippu Pétainovi, čímž skončila třetí Francouzská republika.
Za druhé světové války byl nacisty internován mj. na zámku Itter v Tyrolsku. Z dostupných zdrojů nevyplývá, zda byl dne 5. května mezi těmi francouzskými vězni, kteří byli po krátké bitvě osvobozeni společným zásahem amerických jednotek a německého wehrmachtu proti Waffen SS. Předtím v roce 1944 uznal jako legitimní exilovou vládu vedenou generálem Charlesem de Gaulle.